# Zabidius novemaculeatus
Zabidius novemaculeatus är en fiskart som först beskrevs av Mcculloch, 1916.  Zabidius novemaculeatus ingår i släktet Zabidius och familjen Ephippidae. Inga underarter finns listade i Catalogue of Life.